# تشرد (علم اجتماع)

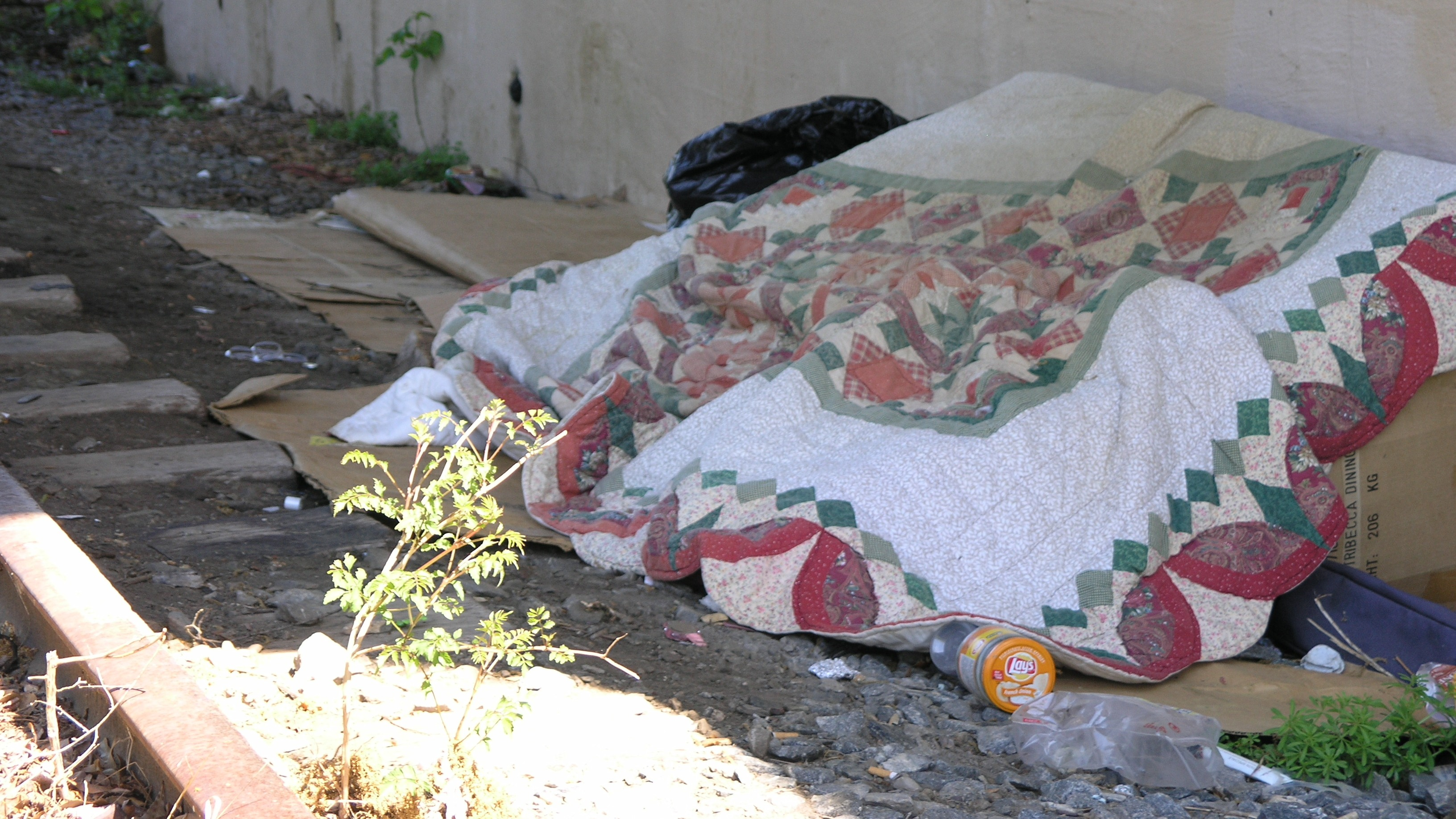
مكان مبيت شخص متشرد بجانب أحد خطوط سكك الحديد في أتلانتا.

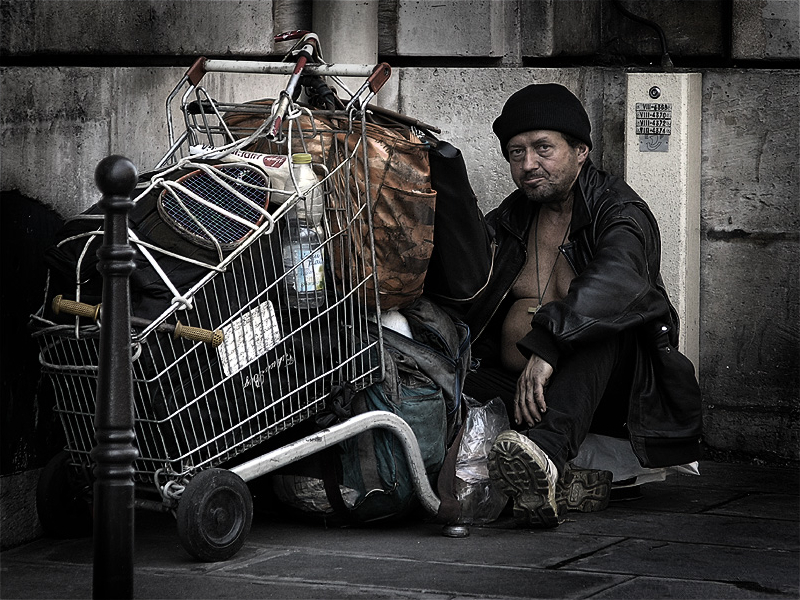
صورة لمتشرد من العاصمة الفرنسية باريس.

يُعرَّف التشرد على أنه العيش في مسكن دون المستوى الأدنى أو من دون ملكية آمنة. يُمكن تصنيف الناس على أنهم مشردين في حال كانوا: يعيشون في الشوارع (حالة التشرد الرئيسة)، أو يتنقلون بين ملاجئ مؤقتة تتضمن منازل الأصدقاء والعائلة وأماكن الإقامة الطارئة (حالة التشرد الثانية)، أو يعيشون في منازل داخلية خاصة من دون حمام خاص أو مكان آمن (المرحلة الثالثة من التشرد). يختلف التعريف القانوني للتشرد من بلد إلى آخر، أو بين مختلف السلطات القضائية في المنطقة أو البلد نفسه. وفقًا لمنظمة كرايسيس الخيرية التي تُعنى بالتشرد في [المملكة المتحدة] فالمسكن ليس نطاقًا مادياً فقط، بل يزود قاطنيه بالجذور، والهوية، والأمان، وحس الانتماء، وهو مكان للرفاهية العاطفية. تتضمن الدراسات الحكومية الإحصائية للمشردين في الولايات المتحدة الأشخاص الذين ينامون في مكان خاص أو عام غير مصمَم كمسكن إقامة ونوم دائم للبشر. عادة ما يكون المشردين غير قادرين على الحصول على مسكن دائم، وآمن، وسالم ومناسب، نظرًا لنقص أو عدم ثبات الدخل المادي، فالفقر والتشرد مترابطان. لا توجد منهجية واضحة لإحصاء المشردين وتحديد احتياجاتهم الخاصة،  وبالتالي يكون تعداد المشردين في معظم المدن تقديريًا لا أكثر.
عام 2005، كان نحو 100 مليون (1 من كل 65) شخصًا حول العالم يعيشون دون مأوى، ويعيش قرابة مليار شخص في مناطق عشوائية، أو كلاجئين في ملاجئ مؤقتة، ويفتقدون إلى المسكن المناسب. كان معظم المشردين قديمًا في البلدان الغربية من الرجال (50- 80%)، مع وجود نسبة كبيرة من الذكور العازبين. في عام 2015، أبلغت الولايات المتحدة عن وجود 564708 مشرد على أراضيها، وهي إحدى أعلى النسب في العالم. من المحتمل أن هذه الأرقام لا تعبر عن الوضع الحقيقي، لأن تتبع المشردين أمر صعب.

## المساعدة والمصادر
تقدم معظم البلدان مجموعة من الخدمات للمشردين. من الممكن أن يُنظم تقديم الطعام والمأوى والملابس ويُدار من قبل منظمات مجتمعية، بمساعدة المتطوعين عادة، أو من قبل الأقسام الحكومية. من الممكن أن تُدعَم برامج المساعدة من الحكومة أو الجمعيات الخيرية أو الكنائس أو التبرعات الفردية. في عام 1998، ذكرت دراسة لكوغل وشوني عن تعداد المشردين في لوس أنجلس، كاليفورنيا، أن عددًا كبيرًا من المشردين لا يشاركون في برامج المساعدة الحكومية، وذكرا عدم معرفتهما سبب ذلك، والاقتراح الوحيد الممكن الذي يُعتقد أنه دليل على ذلك هو أن تكاليف المعلامات مرتفعة جدًا.
تقدم وزارة الإسكان والتنمية الحضرية في الولايات المتحدة ووزارة شؤون المحاربين القدامى برنامج قسائم إسكان تابع للمادة 8 يُدعى الإسكان المدعوم من قبل رابطة المحاربين القدامى، ويقدم عددًا معينًا من قسائم المساكن المدعومة التابعة إلى المادة رقم 8 إلى المشردين المؤهلين والمحاربين القدامى في الجيش الأمريكي. نجح البرنامج في تقديم مساكن للعديد من المشردين من المحاربين القدامى.

## التاريخ المبكر خلال القرن التاسع عشر

### الولايات المتحدة
في الجنوب في فترة ما قبل الحرب الأهلية، أدى توفر العمالة بالسخرة إلى أنه من الصعب على البيض الفقراء العثور على عمل. ولمنعهم من التعاون مع السود المستعبدين، قام مالكو العبيد بمراقبة البيض الفقراء بقوانين التشرد.
بعد الحرب الأهلية الأمريكية، شكل عدد كبير (بالمئات أو الآلاف) من الرجال المشردين جزءًا من ثقافة مضادة تُعرف باسم "الهوبوهيميا" في جميع أنحاء الولايات المتحدة. في المدن الصغيرة، عاش الكثيرون مؤقتًا بالقرب من مسارات القطارات وقفزوا في القطارات إلى وجهات مختلفة.
أثارت الحركة المتزايدة تجاه الاهتمام الاجتماعي تطور مهمات الإنقاذ، مثل مهمة الإنقاذ الأولى في الولايات المتحدة، وهي مهمة إنقاذ مدينة نيويورك، التي أسسها جيري وماريا ماكولي عام 1872.

## الدعم الاجتماعي
بينما يُعرَف أن للمتشردين تجمعات خاصة بهم، ويقدمون لبعضهم مختلف أنواع الدعم، من المحتمل أن يقدم لهم آخرون من غير المشردين الصحبة، والطعام، والاهتمام وأشكالًا أخرى من المساعدة. من الممكن أن يحدث هذا الدعم الاجتماعي عن طريق عملية رسمية مثل رعاية منظمة غير حكومية، أو دينية، أو وزارة المشردين، أو قد تتم عن طريق مبادرات فردية. في لوس أنجلس، يقدم تعاون بين مدرسة هيرمان أوسترو لطب الأسنان في جامعة جنوب كاليفورنيا ودار يونيون ريسكيو ميشين علاجات سنية مجانية للمشردين في منطقة سكيد رو.